# Пежхув
Пежхув (пол. Pierzchów) — село в Польщі, у гміні Ґдув Велицького повіту Малопольського воєводства.
Населення — 581 особа (2011).
Впродовж 1996-1997 років збудовано і 7 вересня 1997 року відкрито курган генерала Яна Домбровського висотою 7 метрів.

## Видатні уродженці
У селі Пежхувець, яке згодом стало частиною Пежхова, народився Ян Домбровський, видатний військовий діяч Польщі.
11 листопада 2022 року в Пежхуві було відкрито оновлений пам'ятник генералу Яну Домбровському. Обеліск був встановлений у 1872 році до 75-ї річниці створення Польських легіонів та 54-ї річниці смерті їхнього засновника. Обеліск з пісковика створив краківський скульптор Едвард Стехлік. Передня західна стіна обеліска прикрашена гербом Домбровських, а на східній стіні викарбувано фрагмент "Домбровської мазурки". Пам'ятник прикрашають кавалерійський кашкет, шабля, сувій карт і лавровий вінок. 

## Демографія
Демографічна структура станом на 31 березня 2011 року:
|          | Загалом | Допрацездатний вік | Працездатний вік | Постпрацездатний вік |
| -------- | ------- | ------------------ | ---------------- | -------------------- |
| Чоловіки | 312     | 85                 | 199              | 28                   |
| Жінки    | 269     | 60                 | 160              | 49                   |
| Разом    | 581     | 145                | 359              | 77                   |